# Lány (Lázně Bělohrad)
Lány je vesnice, část města Lázně Bělohrad v okrese Jičín. Nachází se asi 2,5 km na severozápad od Lázní Bělohrad. V roce 2009 zde bylo evidováno 104 adres. V roce 2001 zde trvale žilo 188 obyvatel.
Lány leží v katastrálním území Lány u Lázní Bělohradu o rozloze 1,95 km2.